# Бергман, Торберн Улаф
Торберн Улаф Бе́ргман (швед. Torbern Olof Bergman; 20 марта 1735, Катаринберг — 8 июля 1784, Медеви) — шведский химик и минералог.
Член Королевской шведской академии наук (1764), Лондонского королевского общества (1765), иностранный член Парижской академии наук (1782; корреспондент с 1776).

## Биография
Торберн Бергман родился 20 марта 1735 в Катаринберге в семье королевского судебного пристава Бартольда Бергмана и его жены Сары Хагг. Учился в Уппсальском университете, в котором в 1758 году получил докторскую степень. Затем он преподавал в этом университете физику и математику, а с 1767 года стал профессором химии и минералогии, в должности которого проработал до конца жизни. 
В 1771 женился на Маргарете Катарине Траст. Скончался 8 июля 1784 в Медеви.
В 1976 году в честь Торберна Бергмана назван кратер на Луне.

## Публикации
- Physick Beskrifning Ofver Jordklotet, 1766.
- A Dissertation on Elective Attractions, 1775.
- Essays, Physical and Chemical, 1779—1781.
- Opuscula physica et chemica, 1779-1888.

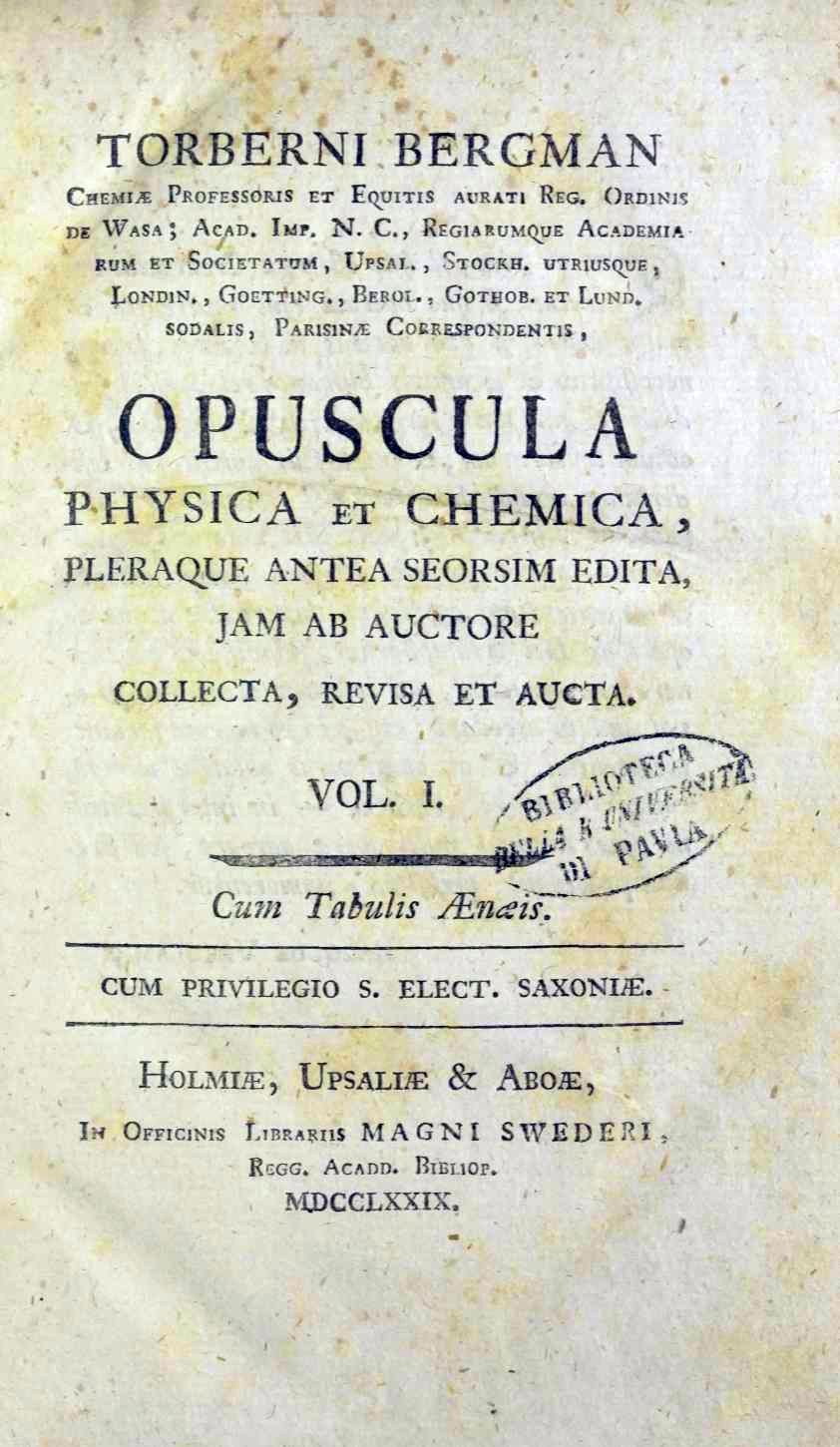
Opuscula physica et chemica, 1779